# Reynard Butler
Reynard Butler (Oos-Londen, 3 april 1989) is een Zuid-Afrikaans voormalig wielrenner.

## Carrière
In 2010 werd Butler achter Johann van Zyl tweede op het Zuid-Afrikaans wegkampioenschap voor beloften. In datzelfde jaar reed hij de Ronde van Korea, waarin hij in de achtste etappe op een zevende plaats eindigde.
In 2011 maakte hij zijn opwachting in zijn eerste 1.1-koers; als stagiair bij Marco Polo eindigde hij op plek 74 in de Dutch Food Valley Classic. Later dat jaar reed hij de beloftenwedstrijd op het wereldkampioenschap uit.
In 2015 behaalde hij namens een Zuid-Afrikaanse selectie drie top-10 plaatsen, waaronder een ploegentijdrit, in La Tropicale Amissa Bongo. Twee maanden later behaalde hij zijn eerste overwinning door in de PMB Road Classic Hendrik Kruger en Nicholas Dlamini naar de dichtste ereplaatsen te verwijzen.
In 2016 won Butler de derde etappe van de Tour Meles Zenawi, voor Abderrahmane Hamza en Suleiman Kangangi. Twee dagen later won hij ook de laatste etappe. In het eindklassement eindigde hij met bijna veertig minuten achterstand op winnaar Tedros Redae op plek negentien.
Tussen 2019 en 2021 reed Butler voor de Zuid-Afrikaanse ploeg ProTouch. Waarna hij zijn carrière als wielrenner afrondde.

## Overwinningen
2015
PMB Road Classic
2016
3e en 5e etappe Tour Meles Zenawi
2019
4e etappe Ronde van China II

## Ploegen
- 2011 –  Marco Polo Cycling Team (stagiair vanaf 1-8)
- 2019 –  ProTouch
- 2020 –  ProTouch
- 2021 –  ProTouch